# International Jewish Sports Hall of Fame
Die International Jewish Sports Hall of Fame (IJSHOF; hebräisch הֵיכָל הַתְּהִלָּה שֶׁל הַסְּפּוֹרְטַאִים הַיְּהוּדִיִּים Hejchal haTəhillah schel haSpōrṭaʾīm haJəhūdijjīm, deutsch ‚Halle des Ruhmes der jüdischen Sportler‘, auch יַד לְאִישׁ הַסְּפּוֹרְט הַיְּהוּדִי Jad ləʾĪsch haSpōrṭ haJəhūdi, deutsch ‚Zeichen/Mal dem jüdischen Mann des Sports [zu Ehren/Gedenken]‘) ist eine Ruhmeshalle für Sportler, Sportfunktionäre und -journalisten jüdischer Religionszugehörigkeit. Die Ehrung wird unabhängig von der Nationalität der Person vorgenommen. Derzeitiger Vorsitzender ist Alan Sherman.

## Gründung
Die International Jewish Sports Hall of Fame wurde am 7. Juli 1981 in der israelischen Stadt Netanja gegründet. Die ersten Ehrungen wurden aber bereits 1979 ausgesprochen. Initiator der Ruhmeshalle war der amerikanische Fernsehproduzent Joseph M. Siegman. Siegman war bis 1989 auch der Vorsitzende der Hall of Fame und leitete später das Wahlkomitee. Die IJSHOF steht im Gegensatz zur US-amerikanischen National Jewish Sports Hall of Fame, in die nur US-amerikanische Sportler aufgenommen werden können.

## Betreiber
Die Ruhmeshalle wird vom Makkabi-Verband und dem israelischen Wingate Institute for Physical Education and Sports, sowie weiteren Sportfunktionären betrieben. Sie ist auf dem Campus des Wingate Institute beheimatet.

## Wahl
Neben außergewöhnlichem sportlichen Erfolg muss sich der Aufnahmekandidat auch gesellschaftlich durch besondere Leistungen hervorgehoben haben. Er muss zumindest einen jüdischen Elternteil haben und sich zu seinem jüdischen Glauben bekennen. Als außergewöhnlich sportlicher Erfolg zählen:
- der Gewinn einer olympischen Goldmedaille
- der Gewinn einer Weltmeisterschaft, als Einzelperson oder in einer Mannschaft
- die Aufstellung eines Weltrekords
- die Aufnahme in eine nationale Ruhmeshalle
- besondere Leistungen als Sportpionier

Eine zusätzliche, hervorgehobene Ehrung kommt den Personen zu, die sich durch ihr lebenslanges Engagement im Sport für die Gesellschaft und für den Staat Israel besonders hervorgetan haben. Eine hervorgehobene Ehrung gibt es auch für Personen, die sich als Funktionäre oder Sportler besonders engagiert und international hervorgetan haben. Wahlvorschläge kann jeder machen. Dabei wird erwartet, dass jeder, der einen Wahlvorschlag macht, diesen auch begründet. Die Ehrung kann auch posthum ausgesprochen werden.

## Mitglieder
Eine Auswahl von Mitgliedern enthält die folgende Tabelle:
| Jahr | Name                                        | Geboren              | Geburtsort                            | Gestorben | Todesort                                                                                                  | Sportart                                         |
| ---- | ------------------------------------------- | -------------------- | ------------------------------------- | --------- | --- | ------------------------------------------------ |
| 2024 | Stanley Bertman                             | 1938                 | Detroit, Michigan                     |           | | Baseball                                         |
| 2023 | Rudi Ball                                   | 1911                 | Berlin, Deutschland                   | 1975      | Johannesburg, Südafrika                                                                                   | Eishockey                                        |
| 2022 | Barry Asher                                 | 1946                 | Los Angeles, Kalifornien              |           | | Bowling                                          |
| 2022 | Jeff Agoos                                  | 1968                 | Genf, Schweiz                         |           | | Fußball                                          |
| 2020 | Brad Ausmus                                 | 1969                 | New Haven, Connecticut                |           | | Baseball                                         |
| 2019 | Ruth Aarons                                 | 1918                 | Stamford, Connecticut                 | 1980      | Los Angeles, Kalifornien                                                                                  | Tischtennis                                      |
| 1987 | Senda Berenson Abbott                       | 1868                 | Butrimonys, Russisches Reich          | 1954      | Santa Barbara, Kalifornien                                                                                | Basketball                                       |
| 1981 | Harold Abrahams                             | 1899                 | Bedford, Vereinigtes Königreich       | 1978      | Enfield, Vereinigtes Königreich                                                                           | Leichtathletik                                   |
| 2000 | Amy Alcott                                  | 1956                 | Kansas City, Missouri                 |           | | Golf                                             |
| 2017 | Jo Aleh                                     | 1986                 | Auckland, Neuseeland                  |           | | Segeln                                           |
| 1985 | Joe Alexander                               | 1898                 | Silver Creek, New York                | 1975      | New York City, New York                                                                                   | American Football                                |
| 2008 | Lyle Alzado                                 | 1949                 | New York City, New York               | 1992      | Portland, Oregon                                                                                          | American Football                                |
| 2010 | Yael Arad                                   | 1967                 | Tel Aviv, Israel                      |           | | Judo                                             |
| 1992 | Ray Arcel                                   | 1899                 | Terre Haute, Indiana                  | 1994      | New York City, New York                                                                                   | Boxen                                            |
| 2001 | Gerry Ashworth                              | 1942                 | Haverhill, Massachusetts              |           | | Leichtathletik                                   |
| 1983 | Abe Attell                                  | 1884                 | San Francisco, Kalifornien            | 1970      | New Paltz, New York                                                                                       | Boxen                                            |
| 2015 | Monte Attell                                | 1885                 | San Francisco, Kalifornien            | 1958      | Palo Alto, Kalifornien                                                                                    | Boxen                                            |
| 1979 | Red Auerbach                                | 1917                 | New York City, New York               | 2006      | Washington, D.C., Vereinigte Staaten                                                                      | Basketball                                       |
| 2015 | Ilja Isjaslawowitsch Awerbuch               | 1973                 | Moskau, Sowjetunion                   |           | | Eiskunstlauf                                     |
| 1993 | Albert Axelrod                              | 1921                 | New York City, New York               | 2004      | New York City, New York                                                                                   | Fechten                                          |
| 2010 | Max Baer                                    | 1909                 | Omaha, Nebraska                       | 1959      | Hollywood, Kalifornien                                                                                    | Boxen                                            |
| 1994 | Samuel Balter                               | 1909                 | Detroit, Michigan                     | 1998      | Los Angeles, Kalifornien                                                                                  | Basketball                                       |
| 1981 | Victor Barna                                | 1911                 | Budapest, Österreich-Ungarn           | 1972      | Lima, Peru                                                                                                | Tischtennis                                      |
| 1998 | István Barta                                | 1895                 | Álmosd, Österreich-Ungarn             | 1948      | Budapest, Ungarn                                                                                          | Wasserball                                       |
| 1994 | Benny Bass                                  | 1903                 | Kiew, Russisches Reich                | 1975      | Philadelphia, Pennsylvania                                                                                | Boxen                                            |
| 2006 | Adriana Behar                               | 1969                 | Rio de Janeiro, Brasilien             |           | | Beachvolleyball                                  |
| 2013 | Waleri Belenki                              | 1969                 | Baku, Sowjetunion                     |           | | Turnen                                           |
| 1995 | László Bellák                               | 1911                 | Budapest, Österreich-Ungarn           | 2006      | Miami, Florida                                                                                            | Tischtennis                                      |
| 2000 | Carina Benninga                             | 1962                 | Leiden, Niederlande                   |           | | Hockey                                           |
| 1993 | Jackie Berg                                 | 1909                 | London, Vereinigtes Königreich        | 1991      | London, Vereinigtes Königreich                                                                            | Boxen                                            |
| 1983 | Moe Berg                                    | 1902                 | New York City, New York               | 1972      | Belleville, New Jersey                                                                                    | Baseball                                         |
| 1980 | Isaac Berger                                | 1936                 | Jerusalem, Palästina                  | 2022      | | Gewichtheben                                     |
| 1985 | Samuel Berger                               | 1884                 | Chicago, Illinois                     | 1925      | San Francisco, Kalifornien                                                                                | Boxen                                            |
| 1980 | Gretel Bergmann                             | 1914                 | Laupheim, Deutsches Reich             | 2017      | New York City, New York                                                                                   | Leichtathletik                                   |
| 1982 | Richard Bergmann                            | 1919                 | Wien, Österreich                      | 1970      | London, Vereinigtes Königreich                                                                            | Tischtennis                                      |
| 2000 | Jack Bernstein                              | 1899                 | New York City, New York               | 1945      | Yonkers, New York                                                                                         | Boxen                                            |
| 2016 | Gary Bettman                                | 1952                 | New York City, New York               |           | | Commissioner der National Hockey League          |
| 2008 | Whitey Bimstein                             | 1897                 | New York City, New York               | 1969      | Bronx, New York                                                                                           | Boxen                                            |
| 2021 | Sue Bird                                    | 1980                 | Syosset, New York                     |           | | Basketball                                       |
| 2021 | Gérard Blitz                                | 1901                 | Amsterdam, Niederlande                | 1979      | Ganshoren, Belgien                                                                                        | Schwimmen, Wasserball                            |
| 2009 | Schanna Block                               | 1972                 | Nischyn, Sowjetunion                  |           | | Leichtathletik                                   |
| 2017 | József Braun                                | 1901                 | Budapest, Österreich-Ungarn           | 1943      | Reichskommissariat Ukraine                                                                                | Fußball                                          |
| 1982 | György Bródy                                | 1908                 | Budapest, Österreich-Ungarn           | 1967      | Johannesburg, Südafrika                                                                                   | Wasserball                                       |
| 1996 | Tal Brody                                   | 1943                 | Trenton, New Jersey                   |           | | Basketball                                       |
| 1990 | Larry Brown                                 | 1940                 | New York City, New York               |           | | Basketball                                       |
| 2010 | Ellen Burka                                 | 1921                 | Amsterdam, Niederlande                | 2016      | Toronto, Ontario                                                                                          | Eiskunstlauf                                     |
| 2012 | Petra Burka                                 | 1946                 | Amsterdam, Niederlande                |           | | Eiskunstlauf                                     |
| 1981 | Angela Buxton                               | 1934                 | Liverpool, Vereinigtes Königreich     | 2020      | Fort Lauderdale, Florida                                                                                  | Tennis                                           |
| 1987 | Alain Calmat                                | 1940                 | Paris, Frankreich                     |           | | Eiskunstlauf                                     |
| 1991 | Joe Choynski                                | 1868                 | San Francisco, Kalifornien            | 1943      | Cincinnati, Ohio                                                                                          | Boxen                                            |
| 1988 | Robert Cohen                                | 1930                 | Bône, Französisch-Nordafrika          | 2022      | Brüssel, Belgien                                                                                          | Boxen                                            |
| 2019 | Sasha Cohen                                 | 1984                 | Los Angeles, Kalifornien              |           | | Eiskunstlauf                                     |
| 1979 | Lillian Copeland                            | 1904                 | New York City, New York               | 1964      | Los Angeles, Kalifornien                                                                                  | Leichtathletik                                   |
| 1993 | Howard Cosell                               | 1918                 | Winston-Salem, North Carolina         | 1995      | New York City, New York                                                                                   | Sportjournalist                                  |
| 2012 | Bill Davidson                               | 1922                 | Detroit, Michigan                     | 2009      | Bloomfield Hills, Michigan                                                                                | Basketball/Eishockey (Mäzen)                     |
| 2014 | Al Davis                                    | 1929                 | Brockton, Massachusetts               | 2011      | Oakland, Kalifornien                                                                                      | American Football                                |
| 1993 | Umberto De Morpurgo                         | 1896                 | Triest, Österreich-Ungarn             | 1961      | Genf, Schweiz                                                                                             | Tennis                                           |
| 1981 | Judith Deutsch                              | 1918                 | Wien, Österreich-Ungarn               | 2004      | Herzlia, Israel                                                                                           | Schwimmen                                        |
| 2013 | Robert Dover                                | 1956                 | Chicago, Illinois                     |           | | Dressurreiten                                    |
| 1979 | Barney Dreyfuss                             | 1865                 | Freiburg im Breisgau, Baden           | 1932      | New York City, New York                                                                                   | Baseball                                         |
| 2000 | Leone Efrati                                | 1915                 | Rom, Italien                          | 1945      | KZ Ebensee, Oberösterreich                                                                                | Boxen                                            |
| 2011 | Samuel Elias                                | 1775                 | London, Vereinigtes Königreich        | 1816      | London, Vereinigtes Königreich                                                                            | Boxen                                            |
| 1982 | Charlotte Epstein                           | 1884                 | New York City, New York               | 1938      | USA | Schwimmen                                        |
| 2017 | Anthony Ervin                               | 1981                 | Burbank, Kalifornien                  |           | | Schwimmen                                        |
| 1996 | László Fábián                               | 1936                 | Budapest, Ungarn                      | 2018      | Budapest, Ungarn                                                                                          | Kanu                                             |
| 1992 | Herbert Flam                                | 1928                 | New York City, New York               | 1980      | | Tennis                                           |
| 1981 | Alfred Flatow                               | 1869                 | Danzig, Preußen                       | 1942      | KZ Theresienstadt, Protektorat Böhmen und Mähren                                                          | Turnen                                           |
| 1989 | Gustav Felix Flatow                         | 1875                 | Berent, Deutsches Reich               | 1945      | KZ Theresienstadt, Protektorat Böhmen und Mähren                                                          | Turnen                                           |
| 2018 | Myriam Fox-Jerusalmi                        | 1961                 | Marseille, Frankreich                 |           | | Kanu                                             |
| 2005 | Gal Fridman                                 | 1975                 | Karkur, Israel                        |           | | Windsurfen                                       |
| 1979 | Benny Friedman                              | 1905                 | Cleveland, Ohio                       | 1982      | New York City, New York                                                                                   | American Football                                |
| 1982 | Jenő Fuchs                                  | 1882                 | Budapest, Österreich-Ungarn           | 1955      | Budapest, Ungarn                                                                                          | Fechten                                          |
| 1996 | Tamás Gábor                                 | 1932                 | Budapest, Ungarn                      | 2007      | Budapest, Ungarn                                                                                          | Fechten                                          |
| 2020 | Grigori Gamarnik                            | 1929                 | Sinowjewsk, Sowjetunion               | 2018      | USA | Ringen                                           |
| 1990 | János Garay                                 | 1889                 | Budapest, Österreich-Ungarn           | 1945      | KZ Mauthausen, Deutsches Reich                                                                            | Fechten                                          |
| 2018 | Leanid Hejschtar                            | 1936                 | Homel, Sowjetunion                    |           | | Kanu                                             |
| 1989 | Oszkár Gerde                                | 1883                 | Budapest, Österreich-Ungarn           | 1944      | KZ Mauthausen, Deutsches Reich                                                                            | Fechten                                          |
| 1991 | Sid Gillman                                 | 1911                 | Minneapolis, Minnesota                | 2003      | Carlsbad, Kalifornien                                                                                     | American Football                                |
| 1987 | Sir Arthur A. Gold                          | 1917                 | London, Vereinigtes Königreich        | 2002      | London, Vereinigtes Königreich                                                                            | Sportfunktionär                                  |
| 1993 | Charles Goldenberg                          | 1910                 | Odessa, Russisches Reich              | 1986      | Glendale, Wisconsin                                                                                       | American Football                                |
| 2016 | Abe Goldstein                               | 1898                 | New York City, New York               | 1977      | New York City, New York                                                                                   | Boxen                                            |
| 2001 | Margie Goldstein-Engle                      | 1958                 | Wellington, Florida                   |           | | Springreiten                                     |
| 1995 | Ruby Goldstein                              | 1907                 | Manhattan, New York                   | 1984      | Miami Beach, Florida                                                                                      | Boxen                                            |
| 1997 | Sándor Gombos                               | 1895                 | Zombor, Österreich-Ungarn             | 1968      | Budapest, Ungarn                                                                                          | Fechten                                          |
| 1981 | Alexander Jakowlewitsch Gomelski            | 1928                 | Kronstadt, Sowjetunion                | 2005      | Moskau, Russland                                                                                          | Basketball                                       |
| 1991 | Marija Kondratjewna Gorochowskaja           | 1921                 | Jewpatorija, Sowjetukraine            | 2001      | Tel Aviv, Israel                                                                                          | Turnen                                           |
| 1999 | Brian Gottfried                             | 1952                 | Baltimore, Maryland                   |           | | Tennis                                           |
| 1980 | Eddie Gottlieb                              | 1898                 | Kiew, Russisches Reich                | 1979      | Philadelphia, Pennsylvania                                                                                | Basketball                                       |
| 2013 | Jim Grabb                                   | 1964                 | Tucson, Arizona                       |           | | Tennis                                           |
| 1979 | Hank Greenberg                              | 1911                 | New York City, New York               | 1986      | Beverly Hills, Kalifornien                                                                                | Baseball                                         |
| 1995 | Bud Greenspan                               | 1926                 | New York City, New York               | 2010      | New York City, New York                                                                                   | Dokumentarfilmer                                 |
| 1992 | Abie Grossfeld                              | 1934                 | New York City, New York               |           | | Turnen                                           |
| 2001 | Gary Gubner                                 | 1942                 | New York City, New York               | 2024      | | Gewichtheben, Leichtathletik                     |
| 1984 | George Julius Gulack                        | 1905                 | Riga, Russisches Reich                | 1987      | Boca Raton, Florida                                                                                       | Turnen                                           |
| 1987 | Boris Maxowitsch Gurewitsch                 | 1931                 | Moskau, Sowjetunion                   | 1995      | Moskau, Russland                                                                                          | Ringen                                           |
| 1982 | Boris Michailowitsch Gurewitsch             | 1937                 | Kiew, Sowjetunion                     | 2020      | Chicago, Illinois                                                                                         | Ringen                                           |
| 1981 | Béla Guttmann                               | 1899                 | Budapest, Österreich-Ungarn           | 1981      | Wien, Österreich                                                                                          | Fußball                                          |
| 1981 | Ludwig Guttmann                             | 1899                 | Tost, Deutsches Reich                 | 1980      | Aylesbury, Vereinigtes Königreich                                                                         | Begründer der Paralympics                        |
| 2021 | Andrea Gyarmati                             | 1954                 | Budapest, Ungarn                      |           | | Schwimmen                                        |
| 1981 | Alfréd Hajós                                | 1878                 | Budapest, Österreich-Ungarn           | 1955      | Budapest, Ungarn                                                                                          | Schwimmen                                        |
| 1982 | SC Hakoah Wien                              |                      |                                       |           | | Fußball                                          |
| 1989 | Alphonse Halimi                             | 1932                 | Constantine, Französisch-Nordafrika   | 2006      | Paris, Frankreich                                                                                         | Boxen                                            |
| 1997 | Johan Harmenberg                            | 1954                 | Stockholm, Schweden                   |           | | Fechten                                          |
| 1996 | Harry Harris                                | 1880                 | Chicago, Illinois                     | 1958      | | Boxen                                            |
| 2005 | Ladislav Hecht                              | 1909                 | Žilina, Österreich-Ungarn             | 2004      | New York City, New York                                                                                   | Tennis                                           |
| 1989 | Gladys Heldman                              | 1922                 | New York City, New York               | 2003      | | Tennis                                           |
| 2001 | Julie Heldman                               | 1945                 | Berkeley, Kalifornien                 |           | | Tennis                                           |
| 1995 | Ben Helfgott                                | 1929                 | Pabianice, Polen                      | 2023      | London, Vereinigtes Königreich                                                                            | Gewichtheben                                     |
| 1990 | Lilli Henoch                                | 1899                 | Königsberg, Preußen                   | 1942      | Riga, Reichskommissariat Ostland                                                                          | Leichtathletik                                   |
| 1989 | Otto Herschmann                             | 1877                 | Wien, Österreich-Ungarn               | 1942      | Ghetto Izbica, Polen                                                                                      | Fechten, Schwimmen                               |
| 1993 | Nikolaus Hirschl                            | 1908                 | Wien, Österreich-Ungarn               | 1991      | Australien                                                                                                | Ringen                                           |
| 1979 | Nat Holman                                  | 1896                 | New York City, New York               | 1995      | New York City, New York                                                                                   | Basketball                                       |
| 1988 | Red Holzman                                 | 1920                 | New York City, New York               | 1998      | New Hyde Park, New York                                                                                   | Basketball                                       |
| 2005 | Sarah Hughes                                | 1985                 | Manhasset, New York                   |           | | Eiskunstlauf                                     |
| 1991 | Marija Itkina                               | 1932                 | Smolensk, Sowjetunion                 | 2020      | Minsk, Belarus                                                                                            | Leichtathletik                                   |
| 2005 | Joe Jacobi                                  | 1969                 | Washington, D. C., Vereinigte Staaten |           | | Kanu                                             |
| 2012 | Sada Jacobson                               | 1983                 | Rochester, Minnesota                  |           | | Fechten                                          |
| 1979 | Irving Jaffee                               | 1906                 | New York City, New York               | 1981      | San Diego, Kalifornien                                                                                    | Eisschnelllauf                                   |
| 1985 | Allan Jay                                   | 1931                 | London, Vereinigtes Königreich        | 2023      | | Fechten                                          |
| 2012 | Ben Jeby                                    | 1907 oder 1909       | Manhattan, New York                   | 1985      | New York City, New York                                                                                   | Boxen                                            |
| 1986 | Endre Kabos                                 | 1906                 | Großwardein, Österreich-Ungarn        | 1944      | Budapest, Ungarn                                                                                          | Fechten                                          |
| 2016 | Jonathan Kaplan                             | 1966                 | Durban, Südafrika                     |           | | Rugby                                            |
| 1986 | Kid Kaplan                                  | 1901                 | Kiew, Russisches Reich                | 1970      | Norwich, Connecticut                                                                                      | Boxen                                            |
| 1994 | Károly Kárpáti                              | 1906                 | Eger, Österreich-Ungarn               | 1996      | Budapest, Ungarn                                                                                          | Ringen                                           |
| 2001 | Gennadi Michailowitsch Karponossow          | 1950                 | Moskau, Sowjetunion                   |           | | Eiskunstlauf                                     |
| 1981 | Elias Katz                                  | 1901                 | Turku, Finnland                       | 1947      | Gaza, Palästina                                                                                           | Leichtathletik                                   |
| 1981 | Ágnes Keleti                                | 1921                 | Budapest, Ungarn                      |           | | Turnen                                           |
| 1996 | Ferenc Kemény                               | 1860                 | Nagybecskerek, Österreich-Ungarn      | 1944      | Budapest, Ungarn                                                                                          | IOC-Gründer                                      |
| 1981 | Irena Kirszenstein-Szewinska                | 1946                 | Leningrad, Sowjetunion                | 2018      | Warschau, Polen                                                                                           | Leichtathletik                                   |
| 1984 | Abel Kiviat                                 | 1892                 | New York City, New York               | 1991      | Lakehurst, New Jersey                                                                                     | Leichtathletik                                   |
| 1994 | Gertrude Kleinová                           | 1918                 | Brünn, Österreich-Ungarn              | 1975      | Las Vegas, Nevada                                                                                         | Tischtennis                                      |
| 2010 | Ilana Kloss                                 | 1956                 | Johannesburg, Südafrika               |           | | Tennis                                           |
| 2007 | Zsuzsa Körmöczy                             | 1924                 | Budapest, Ungarn                      | 2006      | Budapest, Ungarn                                                                                          | Tennis                                           |
| 2012 | Erwin Kohn                                  | 1911                 | Baden, Österreich-Ungarn              | 1994      | Mar del Plata, Argentinien                                                                                | Tischtennis                                      |
| 1979 | Sandy Koufax                                | 1935                 | New York City, New York               |           | | Baseball                                         |
| 2005 | Lenny Krayzelburg                           | 1975                 | Odessa, Sowjetunion                   |           | | Schwimmen                                        |
| 1997 | Solly Krieger                               | 1909                 | Brooklyn, New York                    | 1964      | Las Vegas, Nevada                                                                                         | Boxen                                            |
| 1989 | Grigori Kriss                               | 1940                 | Kiew, Sowjetunion                     |           | | Fechten                                          |
| 1983 | Lily Kronberger                             | 1890                 | Budapest, Österreich-Ungarn           | 1974      | Budapest, Ungarn                                                                                          | Eiskunstlauf                                     |
| 2013 | Daniela Krukower                            | 1975                 | Buenos Aires, Argentinien             |           | | Judo                                             |
| 2011 | Alfred Iossifowitsch Kutschewski            | 1931                 | Moskau, Sowjetunion                   | 2000      | Moskau, Russland                                                                                          | Eishockey                                        |
| 2012 | Shaul Ladany                                | 1936                 | Belgrad, Jugoslawien                  |           | | Leichtathletik                                   |
| 2014 | Rudy LaRusso                                | 1937                 | New York City, New York               | 2004      | Los Angeles, Kalifornien                                                                                  | Basketball                                       |
| 1996 | Henry Laskau                                | 1916                 | Berlin, Deutsches Reich               | 2000      | Coconut Creek, Florida                                                                                    | Gehen                                            |
| 1994 | Fred Lebow                                  | 1932                 | Arad, Großrumänien                    | 1994      | New York City, New York                                                                                   | Marathon                                         |
| 1979 | Benny Leonard                               | 1896                 | New York City, New York               | 1947      | New York City, New York                                                                                   | Boxen                                            |
| 1982 | Battling Levinsky                           | 1891                 | Philadelphia, Pennsylvania            | 1949      | | Boxen                                            |
| 1998 | Marv Levy                                   | 1925                 | Chicago, Illinois                     |           | | American Football                                |
| 2002 | Harry Lewis                                 | 1886                 | New York City, New York               | 1956      | Philadelphia, Pennsylvania                                                                                | Boxen                                            |
| 1983 | Ted Lewis                                   | 1894                 | London, Vereinigtes Königreich        | 1970      | London, Vereinigtes Königreich                                                                            | Boxen                                            |
| 2006 | Jason Lezak                                 | 1975                 | Irvine, Kalifornien                   |           | | Schwimmen                                        |
| 1998 | A. J. Liebling                              | 1904                 | New York City, New York               | 1963      | New York City, New York                                                                                   | Journalist                                       |
| 1984 | Alexandre Lippmann                          | 1881                 | Paris, Frankreich                     | 1960      | Paris, Frankreich                                                                                         | Fechten                                          |
| 2018 | 1935/36 LIU Blackbirds                      | 1926                 | Brooklyn, New York                    |           | USA | Basketball                                       |
| 1979 | Sid Luckman                                 | 1916                 | New York City, New York               | 1998      | Aventura, Florida                                                                                         | American Football                                |
| 2002 | Tetjana Lyssenko                            | 1975                 | Cherson, Sowjetunion                  |           | | Turnen                                           |
| 2020 | Yuri Lyapkin                                | 1945                 | Balaschicha, Sowjetunion              |           | | Eishockey                                        |
| 1982 | Gyula Mándi                                 | 1899                 | Budapest, Österreich-Ungarn           | 1969      | Budapest, Ungarn                                                                                          | Fußball                                          |
| 1987 | Walentin Grigorjewitsch Mankin              | 1938                 | Kiew, Sowjetunion                     | 2014      | Viareggio, Italien                                                                                        | Segeln                                           |
| 2016 | Nicolás Massú                               | 1979                 | Viña del Mar, Chile                   |           | | Tennis                                           |
| 1989 | Al McCoy                                    | 1894                 | Woodbine, New Jersey                  | 1966      | Los Angeles, Kalifornien                                                                                  | Boxen                                            |
| 1981 | Hugo Meisl                                  | 1881                 | Maleschau, Österreich-Ungarn          | 1937      | Wien, Österreich                                                                                          | Fußball                                          |
| 1986 | Willy Meisl                                 | 1895                 | Wien, Österreich-Ungarn               | 1968      | Lugano, Schweiz                                                                                           | Sportjournalist                                  |
| 1984 | Faina Grigorjewna Melnik                    | 1945                 | Bakota, Sowjetunion                   | 2016      | | Diskus                                           |
| 1981 | Daniel Mendoza                              | 1764                 | London, Vereinigtes Königreich        | 1836      | London, Vereinigtes Königreich                                                                            | Boxen                                            |
| 1986 | Ferenc Mező                                 | 1885                 | Pölöskefő, Österreich-Ungarn          | 1961      | Budapest, Ungarn                                                                                          | Sportliterat                                     |
| 1983 | Mark Petrowitsch Midler                     | 1931                 | Moskau, Sowjetunion                   | 2012      | Moskau, Russland                                                                                          | Fechten                                          |
| 1980 | Ron Mix                                     | 1938                 | Los Angeles, Kalifornien              |           | | American Football                                |
| 1984 | Ivor Montagu                                | 1904                 | London, Vereinigtes Königreich        | 1984      | London, Vereinigtes Königreich                                                                            | Tischtennis                                      |
| 1985 | Samuel Mosberg                              | 1896                 | New York City, New York               | 1967      | Brooklyn, New York                                                                                        | Boxen                                            |
| 1988 | Armand Mouyal                               | 1925                 | Oran, Französisch-Nordafrika          | 1988      | Bures-sur-Yvette, Frankreich                                                                              | Fechten                                          |
| 1979 | Alfred Nakache                              | 1915                 | Constantine, Französisch-Nordafrika   | 1983      | Cerbère, Frankreich                                                                                       | Schwimmen                                        |
| 1999 | Leah Neuberger                              | 1915                 | Columbus, Ohio                        | 1993      | New York City, New York                                                                                   | Tischtennis                                      |
| 1984 | Paul Neumann                                | 1875                 | Wien, Österreich-Ungarn               | 1932      | Wien, Österreich                                                                                          | Schwimmen                                        |
| 1997 | Niederländische Olympische Athletinnen 1928 | Verschiedene Daten   | Niederlande                           | 1943 1979 | KZ Auschwitz, Generalgouvernement und VS Sobibor, Reichskommissariat Ukraine sowie Amsterdam, Niederlande | Turnen                                           |
| 1985 | Grigori Irmowitsch Nowak                    | 1919                 | Tschornobyl, Sowjetukraine            | 1980      | Moskau, Sowjetunion                                                                                       | Gewichtheben                                     |
| 2003 | Tom Okker                                   | 1944                 | Amsterdam, Niederlande                |           | | Tennis                                           |
| 2008 | Bob Olin                                    | 1908                 | Brooklyn, New York                    | 1956      | Bronx, New York                                                                                           | Boxen                                            |
| 2015 | Donna Orender                               | 1957                 | Long Island, New York                 |           | | Sportfunktionärin                                |
| 1986 | Ivan Osiier                                 | 1888                 | Kopenhagen, Dänemark                  | 1965      | Kopenhagen, Dänemark                                                                                      | Fechten                                          |
| 1986 | Victor Perez                                | 1911                 | Tunis, Französisch-Nordafrika         | 1945      | Gleiwitz, Deutsches Reich                                                                                 | Boxen                                            |
| 1985 | Attila Petschauer                           | 1904                 | Budapest, Österreich-Ungarn           | 1943      | Dawidowka, Sowjetunion                                                                                    | Fechten                                          |
| 1996 | Philadelphia SPHAs                          | 1918                 | Philadelphia, Pennsylvania            | 1959      | Vereinigte Staaten                                                                                        | Basketball                                       |
| 1989 | Maurice Podoloff                            | 1890                 | Jelisawetgrad, Russisches Reich       | 1985      | New Haven, Connecticut                                                                                    | Commissioner der National Basketball Association |
| 1981 | Daniel Prenn                                | 1904                 | Vilnius, Russisches Reich             | 1991      | Dorking, Vereinigtes Königreich                                                                           | Tennis                                           |
| 1982 | Meyer Prinstein                             | 1878                 | Szczuczyn, Polen                      | 1925      | New York City, New York                                                                                   | Leichtathletik                                   |
| 2018 | Jakow Grigorjewitsch Punkin                 | 1921                 | Saporischschja, Sowjetukraine         | 1994      | Saporischschja, Ukraine                                                                                   | Ringen                                           |
| 2013 | Aly Raisman                                 | 1994                 | Needham, Massachusetts                |           | | Turnen                                           |
| 2000 | Béla Rajki                                  | 1909                 | Budapest, Österreich-Ungarn           | 2000      | Budapest, Ungarn                                                                                          | Wasserball                                       |
| 1988 | Mark Rakita                                 | 1938                 | Moskau, Sowjetunion                   |           | | Fechten                                          |
| 2007 | Mauri Rose                                  | 1906                 | Columbus, Georgia                     | 1981      | Royal Oak, Michigan                                                                                       | Autorennen                                       |
| 1990 | Charlie Phil Rosenberg                      | 1902                 | New York City, New York               | 1976      | New York City, New York                                                                                   | Boxen                                            |
| 1984 | Maxie Rosenbloom                            | 1907                 | Leonard’s Bridge, Connecticut         | 1976      | South Pasadena, Kalifornien                                                                               | Boxen                                            |
| 1982 | Fanny Rosenfeld                             | 1903, 1904 oder 1905 | Jekaterinoslaw, Russisches Reich      | 1969      | Toronto, Ontario                                                                                          | Leichtathletik                                   |
| 1979 | Barney Ross                                 | 1909                 | New York City, New York               | 1967      | Chicago, Illinois                                                                                         | Boxen                                            |
| 2013 | Esther Roth-Shachamorov                     | 1952                 | Tel Aviv, Israel                      |           | | Leichtathletik                                   |
| 1981 | Leon Rotman                                 | 1934                 | Bukarest, Großrumänien                |           | | Kanu                                             |
| 1995 | Emília Rotter                               | 1906                 | Budapest, Österreich-Ungarn           | 2003      | Budapest, Ungarn                                                                                          | Eiskunstlauf                                     |
| 1981 | Angelica Rozeanu                            | 1921                 | Bukarest, Großrumänien                | 2006      | Haifa, Israel                                                                                             | Tischtennis                                      |
| 1981 | Louis Rubenstein                            | 1861                 | Montreal, Kanada                      | 1931      | Montreal, Kanada                                                                                          | Eiskunstlauf                                     |
| 1979 | Abe Saperstein                              | 1902                 | London, Vereinigtes Königreich        | 1966      | Chicago, Illinois                                                                                         | Basketball                                       |
| 1990 | Miklós Sárkány                              | 1908                 | Budapest, Österreich-Ungarn           | 1998      | Wien, Österreich                                                                                          | Wasserball                                       |
| 1979 | Dick Savitt                                 | 1927                 | Bayonne, New Jersey                   | 2023      | New York City, New York                                                                                   | Tennis                                           |
| 2003 | Sergei Alexandrowitsch Scharikow            | 1974                 | Moskau, Sowjetunion                   | 2015      | Oblast Kaluga, Russland                                                                                   | Fechten                                          |
| 1979 | Dolph Schayes                               | 1928                 | New York City, New York               | 2015      | Syracuse, New York                                                                                        | Basketball                                       |
| 1983 | Jody Scheckter                              | 1950                 | East London, Südafrika                |           | | Autorennen                                       |
| 2020 | Sol Schiff                                  | 1917                 | Manhattan, New York                   | 2012      | New York City, New York                                                                                   | Tischtennis                                      |
| 2014 | Mathieu Schneider                           | 1969                 | New York City, New York               |           | | Eishockey                                        |
| 2005 | Jelena Lwowna Schuschunowa                  | 1969                 | Leningrad, Sowjetunion                | 2018      | Sankt Petersburg, Russland                                                                                | Turnen                                           |
| 1998 | Corporal Izzy Schwartz                      | 1902                 | New York City, New York               | 1988      | | Boxen                                            |
| 2014 | Allan „Bud“ Selig                           | 1934                 | Milwaukee, Wisconsin                  |           | | Baseball                                         |
| 2020 | Anna Segal                                  | 1986                 | Melbourne, Victoria                   |           | | Skifahren                                        |
| 2016 | Arie Selinger                               | 1937                 | Krakau, Polen                         |           | | Volleyball                                       |
| 2006 | Al Singer                                   | 1909                 | New York City, New York               | 1961      | New York City, New York                                                                                   | Boxen                                            |
| 1996 | Anna Sipos                                  | 1908                 | Szeged, Österreich-Ungarn             | 1988      | Budapest, Ungarn                                                                                          | Tischtennis                                      |
| 2009 | Irina Eduardowna Sluzkaja                   | 1979                 | Moskau, Sowjetunion                   |           | | Eiskunstlauf                                     |
| 2004 | Harold Solomon                              | 1952                 | Washington, D.C., Vereinigte Staaten  |           | | Tennis                                           |
| 1983 | Frank Spellman                              | 1922                 | Malvern, Pennsylvania                 | 2017      | | Gewichtheben                                     |
| 1993 | Donald Spero                                | 1939                 | Chicago, Illinois                     |           | | Rudern                                           |
| 1979 | Mark Spitz                                  | 1950                 | Modesto, Kalifornien                  |           | | Schwimmen                                        |
| 1998 | David Stern                                 | 1942                 | New York City, New York               | 2020      | New York City, New York                                                                                   | Commissioner der National Basketball Association |
| 2008 | Earl Strom                                  | 1927                 | Pottstown, Pennsylvania               | 1994      | Pottstown, Pennsylvania                                                                                   | Basketball                                       |
| 2000 | Kerri Strug                                 | 1977                 | Tucson, Arizona                       |           | | Turnen                                           |
| 1987 | Miklós Szabados                             | 1912                 | Budapest, Österreich-Ungarn           | 1962      | Sydney, New South Wales                                                                                   | Tischtennis                                      |
| 1981 | Éva Székely                                 | 1927                 | Budapest, Ungarn                      | 2020      | Budapest, Ungarn                                                                                          | Schwimmen                                        |
| 1989 | György Szepesi                              | 1922                 | Budapest, Ungarn                      | 2018      | Budapest, Ungarn                                                                                          | Sportjournalist                                  |
| 1981 | Irena Szewińska                             | 1946                 | Leningrad, Sowjetunion                | 2018      | Warschau, Polen                                                                                           | Leichtathletik                                   |
| 1996 | László Szollás                              | 1907                 | Budapest, Österreich-Ungarn           | 1980      | Budapest, Ungarn                                                                                          | Eiskunstlauf                                     |
| 2014 | Brian Teacher                               | 1954                 | San Diego, Kalifornien                |           | | Tennis                                           |
| 2009 | Eliot Teltscher                             | 1959                 | Rancho Palos Verdes, Kalifornien      |           | | Tennis                                           |
| 2016 | Judit Temes                                 | 1930                 | Sopron, Ungarn                        | 2013      | Budapest, Ungarn                                                                                          | Schwimmen                                        |
| 1992 | Lew Tendler                                 | 1898                 | Philadelphia, Pennsylvania            | 1970      | Atlantic City, New Jersey                                                                                 | Boxen                                            |
| 2017 | Thelma „Tybie“ Thall                        | 1924                 | Columbus, Ohio                        |           | | Tischtennis                                      |
| 1995 | Shaun Tomson                                | 1955                 | Durban, Südafrika                     |           | | Surfen                                           |
| 2018 | Gyula Török                                 | 1938                 | Kispest, Ungarn                       | 2014      | Budapest, Ungarn                                                                                          | Boxen                                            |
| 2005 | Dara Torres                                 | 1967                 | Beverly Hills, Kalifornien            |           | | Schwimmen                                        |
| 2015 | Dawid Abramowitsch Tyschler                 | 1927                 | Cherson, Sowjetunion                  | 2014      | Cherson, Ukraine                                                                                          | Fechten                                          |
| 2016 | Galina Napoleonowna Urbanowitsch            | 1917                 | Baku, Transkaukasien                  | 2011      | Moskau, Russland                                                                                          | Turnen                                           |
| 2017 | Albert Von Tilzer                           | 1878                 | Indianapolis, Indiana                 | 1956      | Los Angeles, Kalifornien                                                                                  | Baseball (Komponist)                             |
| 2015 | Garrett Weber-Gale                          | 1985                 | Stevens Point, Wisconsin              |           | | Schwimmen                                        |
| 1992 | Joe Weider                                  | 1919                 | Montreal, Quebec                      | 2013      | Los Angeles, Kalifornien                                                                                  | Bodybuilding                                     |
| 1983 | Richárd Weisz                               | 1879                 | Budapest, Österreich-Ungarn           | 1945      | Budapest, Ungarn                                                                                          | Ringen                                           |
| 2007 | Matt Wells                                  | 1886                 | London, Vereinigtes Königreich        | 1953      | London, Vereinigtes Königreich                                                                            | Boxen                                            |
| 1999 | Lajos Werkner                               | 1883                 | Budapest, Österreich-Ungarn           | 1943      | Budapest, Ungarn                                                                                          | Fechten                                          |
| 2018 | Benjamin Wildman-Tobriner                   | 1984                 | San Francisco, Kalifornien            |           | | Schwimmen                                        |
| 2007 | Eduard Teodorowitsch Winokurow              | 1942                 | Baischansai, Sowjetunion              | 2010      | Sankt Petersburg, Russland                                                                                | Fechten                                          |
| 1979 | Henry Wittenberg                            | 1918                 | Jersey City, New Jersey               | 2010      | Somers, New York                                                                                          | Ringen                                           |
| 2019 | Kevin Youkilis                              | 1979                 | Cincinnati, Ohio                      |           | | Baseball                                         |
| 2018 | Young Dutch Sam                             | 1808                 | London, Vereinigtes Königreich        | 1843      | Greater London, Vereinigtes Königreich                                                                    | Boxen                                            |
| 1983 | Max Zaslofsky                               | 1925                 | New York City, New York               | 1985      | New Hyde Park, New York                                                                                   | Basketball                                       |
| 1993 | Paul Ziffren                                | 1913                 | Davenport, Iowa                       | 1991      | Los Angeles, Kalifornien                                                                                  | Los Angeles Olympic Organizing Committee         |